# Haidar Abdul-Razzaq
Haidar Abdul-Razzaq (en árabe: حيدر عبد الرزاق حسن‎; Bagdad, Irak, 9 de junio de 1982-Bagdad, Irak, 5 de junio de 2022) fue un futbolista de Irak que jugó en la posición de defensa.

## Carrera

### Club
| Periodo   | Club              |
| --------- | ----------------- |
| 1999-2002 | Al-Talaba SC      |
| 2002      | Al-Ahli Doha      |
| 2002–2003 | Al Ansar Beirut   |
| 2003–2005 | Al-Talaba SC      |
| 2005–2006 | Al-Ittihad Aleppo |
| 2006–2007 | Al Ahli Saida     |
| 2007–2008 | Duhok FC          |
| 2008–2009 | Al-Talaba SC      |
| 2009–2010 | Al-Zawraa         |
| 2010–2011 | Al-Karkh SC       |
| 2011      | FK Andijon        |
| 2011–2012 | Al-Karkh SC       |
| 2012–2014 | Sulaymaniyah FC   |

### Selección nacional
Jugó para Irak en 24 ocasiones de 2000 a 2007, participó en dos ediciones de la Copa Asiática y en los Juegos Olímpicos de Atenas 2004.

## Muerte
Haidar murió el 5 de junio de 2022 luego de ser atacado días antes por un grupo de desconocidos en Bagdad.

## Logros

### Club
- Iraqi Premier League: 2001–02
- Iraq FA Cup: 2001–02

### Selección nacional
- Campeonato de la WAFF: 2002
- West Asian Games: 2005
- AFC Asian Cup: 2007